# HSV Rot-Weiß Berlin
Der Hohenschönhausener SV Rot-Weiß Berlin war ein deutscher Fußballverein aus dem Berliner Ortsteil Weißensee. Heimstätte des Vereins war der Sportplatz Roelckestraße.

## Verein

### 1923–1950: Gründung und Anfänge im Gesamtberliner Fußball
Der HSV Rot-Weiß Berlin wurde im Jahr 1926 als Berliner FV 1910 Ost gegründet, welcher aus einer Fusion des Berliner FV 1910 mit dem SC Vorwärts-Ost 1912 entstand. Größere sportliche Erfolge konnten beide Fusionspartner nicht vorweisen, lediglich der Berliner FV 1910 spielte in der Saison 1921/22 für eine Spielzeit in der Verbandsliga Berlin-Brandenburg (ab 1933 Gauliga Berlin-Brandenburg). 1937 erfolgte eine Umbenennung in Hohenschönhausener SV 1910. 1945 wurde der HSV aufgelöst und als SG Hohenschönhausen neu gegründet. Die neu formierte Sportgruppe nahm in der Saison 1945/46 an der Qualifikation zur Berliner Stadtliga teil, spielte bei der Vergabe des Staffelsieges aber keine Rolle. 1949 erfolgte eine Umbenennung in Hohenschönhausener SC.

### 1950–1990: Erfolge im DDR-Fußball
Der HSC, welcher seine Heimspiele im Stadion Buschallee (heute Heimspielstätte des Weißenseer FC) austrug, wurde 1950 wie alle anderen Ost-Berliner Mannschaften aus dem Gesamtberliner Spielbetrieb abgezogen und im DDR-Fußball integriert. Der HSC gehörte dadurch zu einem der Gründungsmitglieder der DDR-Liga. Die Auftaktsaison schlossen die Berliner mit dem fünften Rang ab. In der Folgesaison wurde nur der elfte Platz erreicht und Hohenschönhausen musste die Liga mit dem SV Berlin-Grünau in Richtung Bezirksliga wieder verlassen.

Logo der SG Hohenschönhausen

Ab Mitte der 1950er Jahre spielten die Berliner als Sportgemeinschaft (SG) Hohenschönhausen, da die Bezeichnung Sportclub nur noch Leistungszentren wie dem 1954 gegründeten SC Dynamo Berlin zustand. 1954 gelang der SG Hohenschönhausen mit knappen Vorsprung auf Lichtenberg 47 der Gewinn der Berliner Meisterschaft und damit die erneute Rückkehr in die DDR-Liga. Auch im zweiten Anlauf war die SGH, welche keine finanzkräftigen Trägerbetriebe zur Verfügung hatte, ohne Chance und stieg als abgeschlagener Tabellenletzter wieder ab. Trotzdem gewann man 1958 den Ost-Berliner FDGB-Bezirkspokal und qualifizierte sich so für den FDGB-Pokal 1959.
In den 1960er Jahren verschwand Hohenschönhausen in den Niederungen des Berliner Fußballs. Erst 1974 gelang der SGH die Rückkehr in die drittklassige Bezirksliga und damit eine erfolgreiche Phase: 1975 erfolgte ein weiterer Sieg im Bezirkspokal und damit verbundene erneute Teilnahme am FDGB-Pokal der Folgesaison. Auch in der Bezirksliga konnte die Mannschaft gut mithalten, verpasste aber 1978, 1982 und 1983 jeweils als Berliner Vizemeister hinter NARVA bzw. Rotation Berlin den erneuten Aufstieg.

### 1990–2011: Gesamtberliner Amateurfußball und Auflösung
1990 erfolgte eine Rückbenennung in Hohenschönhausener SC. Nachdem die Berliner im Jahr 1991 bis in die Bezirksklasse durchgereicht wurden, fusionierte der HSC mit der Fußballabteilung des Weißenseer SV Rot-Weiß (seit Juni 1990 Nachfolger der BSG Motor Weißensee) zum Hohenschönhausener SV Rot-Weiß Berlin. Der Aufstieg in die Landesliga Berlin wurde in der Saison 2008/09 erreicht. Dort konnte sich der Verein in den folgenden zwei Jahren behaupten. Im Mai 2011 fusionierte der HSV Rot-Weiß mit dem Weißenseer FC. Dabei blieb der Name Weißenseer FC erhalten, wodurch die Landesligamannschaft des HSV Rot-Weiß ab der Saison 2011/12 unter diesem Namen antrat.

## Statistik
- Teilnahme Verbandsliga Berlin-Brandenburg: 1921/22 (Berliner FV 1910)
- Teilnahme Stadtliga Berlin: 1945/46
- Teilnahme DDR-Liga: 1950/51, 1951/52, 1954/55
- Ewige Tabelle der DDR-Liga: Rang 137
- Ost-Berliner Meister: 1954
- FDGB-Bezirkspokalsieger (Ost-Berlin): 1958 und 1975